# Piwo marcowe

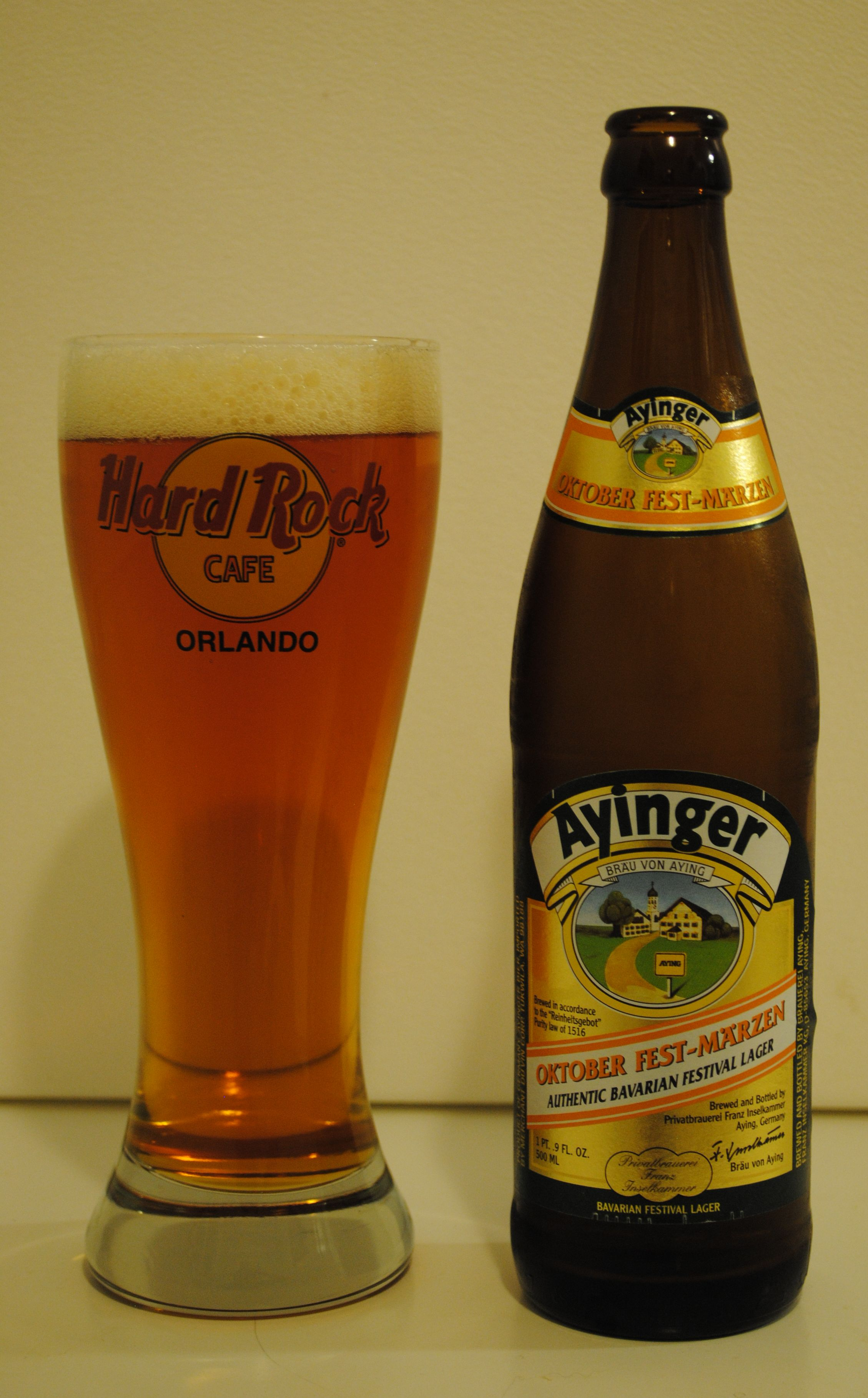
Ayinger – przykład piwa marcowego

Piwo marcowe (niem. Märzen, Märzenbier, Oktoberfestbier) – mocne piwo sezonowe dolnej fermentacji typu lager. Piwo marcowe pochodzi z Niemiec i tam jest najbardziej popularne.
Piwo marcowe produkowane jest w pierwszych tygodniach wiosny, głównie w marcu (stąd jego nazwa) z ostatnich zapasów zmagazynowanego, zeszłorocznego słodu. Następnie leżakuje przez całą wiosnę i lato do września.
Piwo marcowe, jako mające długi termin składowania, było wcześniej tradycyjnym piwem serwowanym podczas monachijskiego Oktoberfest (stąd druga popularna jego nazwa Oktoberfestbier).
W Polsce w okresie międzywojennym do cenionych piw należało „Marcowe” produkowane w Browarze Lwowskim.